# Transformatorhuisje (Ede)
Het Transformatorhuisje aan de Asakkerweg in Ede is gebouwd tussen 1920 en 1930 in opdracht van de PGEM. Het huisje is van het type G4L, een ontwerp van Gerrit Versteeg. Oorspronkelijk stond er een hek om het huisje, dit hek is inmiddels verwijderd. In de voorgevel bevindt zich een tegeltableau met het opschrift: "Provinciale Electriciteitswerken". Het gebouw heeft de status van rijksmonument.